# Syndicat de copropriété
 (janvier 2015).
 (janvier 2015).
Si vous disposez d'ouvrages ou d'articles de référence ou si vous connaissez des sites web de qualité traitant du thème abordé ici, merci de compléter l'article en donnant les références utiles à sa vérifiabilité et en les liant à la section « Notes et références ».
Le syndicat de copropriété est la collectivité regroupant les copropriétaires de l'immeuble. Il est chargé de la gestion et de la conservation des parties communes d'une copropriété dans un immeuble. Sa mission est aussi plus étendue.

## Droit belge
En Belgique, le syndic est, à côté de l'assemblée générale des copropriétaires et du le conseil de copropriété, l'un des trois organes qui ont un pouvoir de décision spécifique concernant la collectivité. Il est chargé, notamment, d'exécuter les décisions de l'assemblée générale, et de prendre les mesures nécessaires pour la gestion quotidienne de l'immeuble. Il est désigné par le règlement de copropriété ou nommé par la première assemblée générale, ou, à défaut, par décision du juge, à la requête de tout copropriétaire ou de tout tiers ayant un intérêt. Le syndic est nommé pour trois ans, mais son mandat peut être reconduit. Les missions du syndic sont détaillées avec précision par la loi afin d'assurer d’une gestion transparente de la copropriété, de plus il peut voir ses missions étendues par le règlement de copropriété lui-même.

## Droit français

### Rôle et relation avec le syndic
Le syndicat des copropriétaires est une personne morale de droit privé. Il peut agir en justice et souscrire des contrats. Ses décisions sont prises en assemblée générale réunie sur convocation du syndic de copropriété. Le syndic de copropriété est la personne morale ou physique chargée de la représentation du syndicat des copropriétaires et de l'administration des parties communes d'une copropriété.
Le syndicat de copropriété est une collectivité qui regroupe tous les copropriétaires d’un immeuble. Quand une personne achète un bien immobilier dans une copropriété (c'est-à-dire quand elle signe le contrat de vente), elle devient automatiquement l'un des membres de droit du syndicat. Ce syndicat a un objet très précis, défini par la loi : la conservation de l'immeuble et l'administration des parties communes. Ces dernières ne lui appartiennent pas, puisqu'elles sont, suivant les cas, la propriété indivise de l'ensemble des copropriétaires ou de certains d'entre eux, mais c'est le syndicat, en tant que tel, qui doit les administrer, les entretenir, etc., ce qui se fait par l'intermédiaire du syndic de copropriété.

### Le conseil syndical
Constitué d'une petite équipe de copropriétaires désignée par l'assemblée générale, le conseil syndical a pour mission d'assister le syndic de copropriété et de contrôler sa gestion.  Il est appelé aussi à faire le lien entre le syndic de copropriété et la copropriété. Toutes les copropriétés en sont normalement pourvues, à moins que la majorité des copropriétaires représentant au moins les 2/3 des tantièmes du syndicat s'y soit opposée en assemblée générale. C'est un organe de contrôle, d'assistance et de consultation du syndic de copropriété. Les fonctions de membre du conseil syndical sont bénévoles. Elles ne donnent donc lieu à aucune rémunération. Si les membres du conseil syndical font l'avance de frais pour exercer leur mission (adhésion à la chambre CSPC, à l'ARC-UNARC ou à l'ANCC par exemple), ils seront remboursés sur le budget de la copropriété. Les dépenses nécessitées par l'exécution de la mission du conseil syndical constituent des dépenses courantes d'administration. Elles sont supportées par le syndicat et réglées par le syndic.

### Personnalité morale
Afin de mener à bien les missions que lui confère la loi, le syndicat des copropriétaires possède la personnalité morale. Cela signifie qu'il constitue une entité distincte des copropriétaires, qu'il représente des intérêts collectifs qui dépassent les intérêts individuels des copropriétaires. Il est ainsi qualifié pour agir en justice si les intérêts de la copropriété sont menacés ou malmenés. Il peut, par exemple, acquérir des parties privatives ou vendre des parties communes pour le compte des copropriétaires. À l'inverse, il pourra également être poursuivi s'il a causé un préjudice à un copropriétaire ou à un tiers. 
Le syndicat peut voir sa responsabilité engagée par l'action directe d'un copropriétaire ou l'action oblique du titulaire d'un bail (bail commercial, professionnel, habitation) devant les tribunaux pour les dommages causés par le défaut d'entretien d'un ouvrage ou d'un équipement. Ce défaut peut, par exemple, être dû à la négligence ou la faute d'un gardien ou d'un employé de la copropriété, à un vice de construction ou à une malfaçon dans des travaux. Il incombe au syndicat de rechercher et mettre en jeu la responsabilité du constructeur ou des entreprises.

### Syndic d'intérêt collectif
Il est institué par la loi du 9 avril 2024 visant à accélérer et simplifier la rénovation de l'habitat dégradé et des grandes opérations d'aménagement. 
C'est une nouvelle sorte de syndic, agréé par le préfet (agrément leur donnant compétence pour intervenir sur les copropriétés étant sous mandataire ad hoc ou sous administration judiciaire provisoire ; tout bailleur social est syndicat d'intérêt collectif de droit). Il est chargé de la gestion de copropriétés en difficulté (économique et/ou technique). Doté des compétences nécessaires pour redresser ces situations, ce syndicat doit maîtriser les dispositifs publics d'alerte et de redressement, et connaître les associations, collectivités locales et opérateurs publics susceptibles d'agir. Il peut aider un administrateur provisoire nommé pour gérer une copropriété en difficulté. Ce concept vise à apporter une solution institutionnelle et spécialisée pour les copropriétés en dégradation, en s'appuyant sur une approche collective et coordonnée.

## Droit québécois
En droit québécois, le syndicat des copropriétaires est décrit dans plusieurs dispositions du Code civil du Québec, dont les art. 306, 358, 1069, 1075, 1790, 2724, 2729, 2800 et 3061 C.c.Q. En vertu de l'art. 2724 C.c.Q. notamment, le syndicat des copropriétaires bénéficie d'une hypothèque légale.